# Cyrtoneurina pallpies
Cyrtoneurina pallpies är en tvåvingeart som beskrevs av Stein 1918. Cyrtoneurina pallpies ingår i släktet Cyrtoneurina och familjen husflugor.
Artens utbredningsområde är Paraguay. Inga underarter finns listade i Catalogue of Life.